# Unrequited
«Unrequited» es el decimosexto episodio de la cuarta temporada de la serie de televisión estadounidense de ciencia ficción The X-Files. Fue escrito por Howard Gordon y el creador de la serie Chris Carter, y dirigido por Michael Lange. Se emitió originalmente en los Estados Unidos el 23 de febrero de 1997 en la cadena Fox. El episodio es una historia del «monstruo de la semana», una trama independiente que no está relacionada con la amplia mitología de la serie. Este episodio obtuvo una calificación Nielsen de 10,9 y fue visto por 16,56 millones de espectadores en su emisión inicial. «Unrequited» recibió críticas mixtas a negativas de los críticos de televisión.
El programa se centra en los agentes especiales del FBI Fox Mulder (David Duchovny) y Dana Scully (Gillian Anderson) que trabajan en casos relacionados con lo paranormal, llamados expedientes X. En este episodio, el asesinato de un teniente general del ejército de los Estados Unidos hace que Mulder y Scully luchen por detener a un asesino aparentemente invisible. Los dos agentes pronto descubren que están condenados al fracaso desde el principio, ya que el gobierno de EE. UU. está intentando encubrir la existencia de prisioneros de guerra estadounidenses que aún se encuentran en Vietnam.
Gordon se inspiró para escribir el episodio después de ver una parte de la serie de noticias 60 Minutes que trataba sobre agentes secretos estadounidenses que la CIA dejó atrás durante la Guerra de Vietnam. La eventual idea de que el asesino podría crear puntos ciegos surgió después de que el escritor hablara con su hermano oftalmólogo. La entrada presentaba una réplica terminada del Monumento a los Veteranos de Vietnam y varios lugares canadienses que sirvieron como varios lugares en Washington D. C.

## Argumento

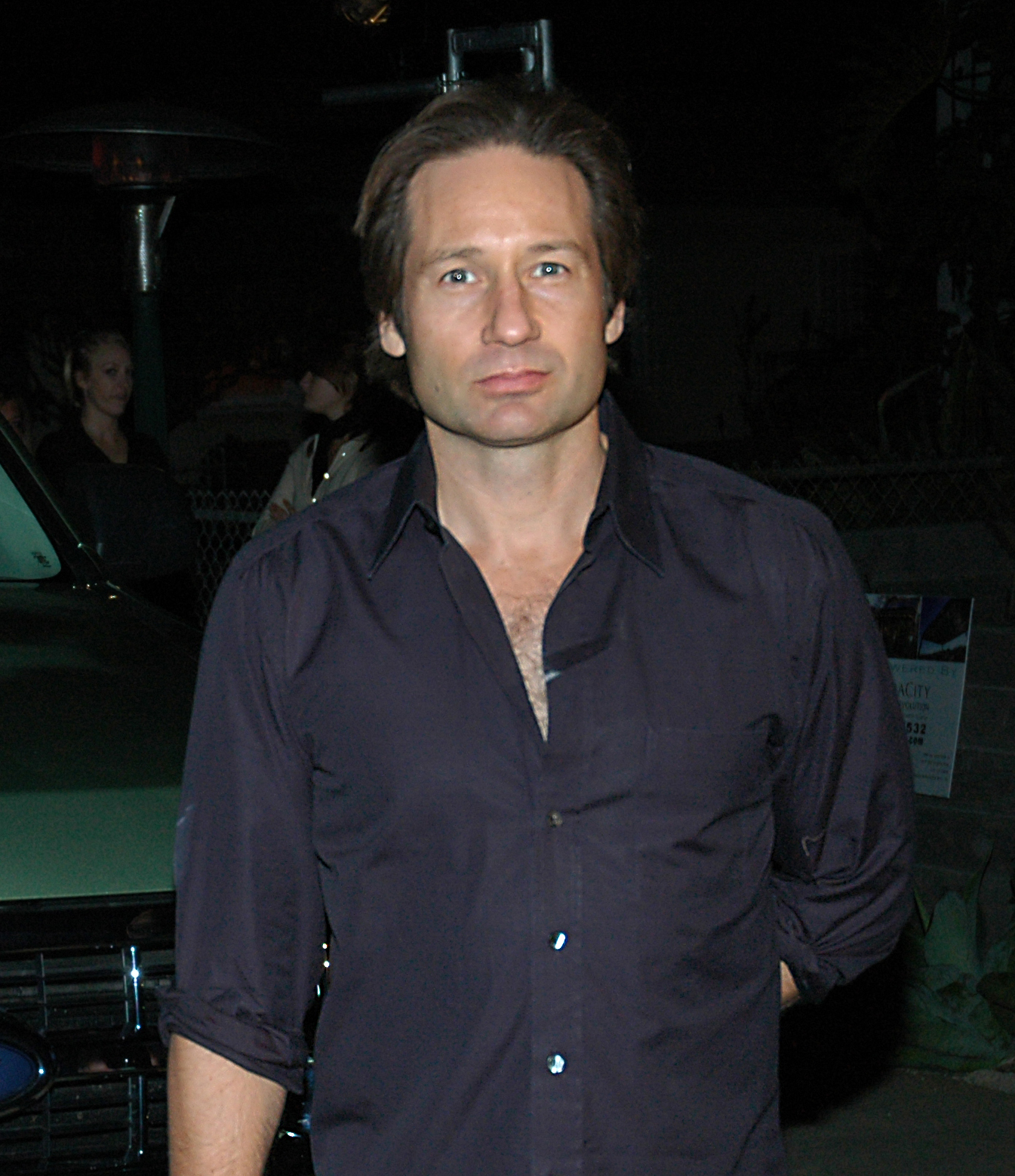
David Duchovny, actor que interpreta a Fox Mulder en The X-Files.

El episodio comienza en National Mall, donde el mayor general Benjamin Bloch (Scott Hylands) da un discurso a una multitud de veteranos de la guerra de Vietnam. Fox Mulder (David Duchovny), Dana Scully (Gillian Anderson) y Walter Skinner (Mitch Pileggi) patrullan entre la multitud en busca de un posible pistolero. Sin embargo, cuando los agentes ven al pistolero, desaparece repetidamente y dificulta sus esfuerzos por rastrearlo. Mulder se encuentra apuntando su arma hacia la multitud aterrorizada, buscando desesperadamente al pistolero, que ha desaparecido justo frente a él.
Doce horas antes, en Fort Evanston, Maryland, el teniente general Peter MacDougal (Bill Agnew) recibe un disparo en su limusina por parte del pistolero. Skinner informa a los agentes sobre el asesinato, notando que una carta de rey de corazones, utilizada por los soldados en Vietnam para marcar sus muertes, se dejó en la escena. El FBI sospecha que un grupo paramilitar de extrema derecha, la Mano Derecha, asesinó a MacDougal en un esfuerzo por detener la próxima dedicación de un monumento a la guerra de Vietnam en Washington.
Mulder y Scully se dirigen a Virginia para interrogar al líder de la Mano Derecha, Denny Markham (Larry Musser). Una búsqueda en su cabaña cercada descubre municiones y una fotografía que lo muestra en compañía del sargento Nathaniel Teager (Peter LaCroix). Después de ser arrestado, Markham revela que Teager era un soldado en Vietnam que fue dado por muerto como prisionero de guerra. Mientras tanto, en el memorial de Vietnam, Teager se acerca a una viuda de guerra y afirma que su esposo todavía está vivo como prisionero de guerra. Después de darle a la mujer las chapas de identificación de su marido, Teager desaparece misteriosamente.
Skinner informa a los agentes que Teager está oficialmente muerto y que sus restos están en el laboratorio forense del ejército. Sin embargo, Mulder se entera de que el laboratorio solo posee los restos dentales de Teager y que la causa de su muerte se registró como «no concluyente». Mulder cree que el general John Steffan (William Nunn), quien firmó el certificado de defunción de Teager, es su próximo objetivo. Teager pasa por la seguridad del Pentágono y mata a Steffan en su oficina. Al ver a Teager en las cintas de vigilancia del Pentágono, Mulder observa las frecuentes apariciones y desapariciones inexplicables de las tropas del Viet Cong informadas por los prisioneros de guerra en Vietnam.
Durante una reunión con Marita Covarrubias (Laurie Holden), Mulder se entera de que Steffan, McDougal y Bloch estuvieron involucrados en negociaciones sobre prisioneros de guerra. Mientras tanto, mientras la caravana de Bloch se dirige a Mall, Scully ve a Teager entre la multitud, solo para verlo desaparecer en un instante. Mulder les dice a Skinner y Scully que el gobierno ha hecho arreglos para que su investigación fracase en un esfuerzo por encubrir la verdad sobre los prisioneros de guerra estadounidenses que aún se encuentran en Vietnam.
En el presente, durante la ceremonia de re-dedicación, Mulder se da cuenta de que nadie puede ver a Teager si están en su línea de visión. Teager sigue a Skinner y Bloch a la caravana, donde dispara sin éxito al general y Skinner sufre una herida superficial. Los agentes le disparan a Teager mientras intenta escapar. Mientras sucumbe a sus heridas, Teager repite su identificación del Ejército. Posteriormente, el Pentágono afirma que el asesino era una persona diferente, lo que Mulder denuncia como una mentira. Deja que Skinner reflexione en silencio sobre su propio servicio en la guerra mientras mira el nombre de Teager en la pared conmemorativa.

## Producción

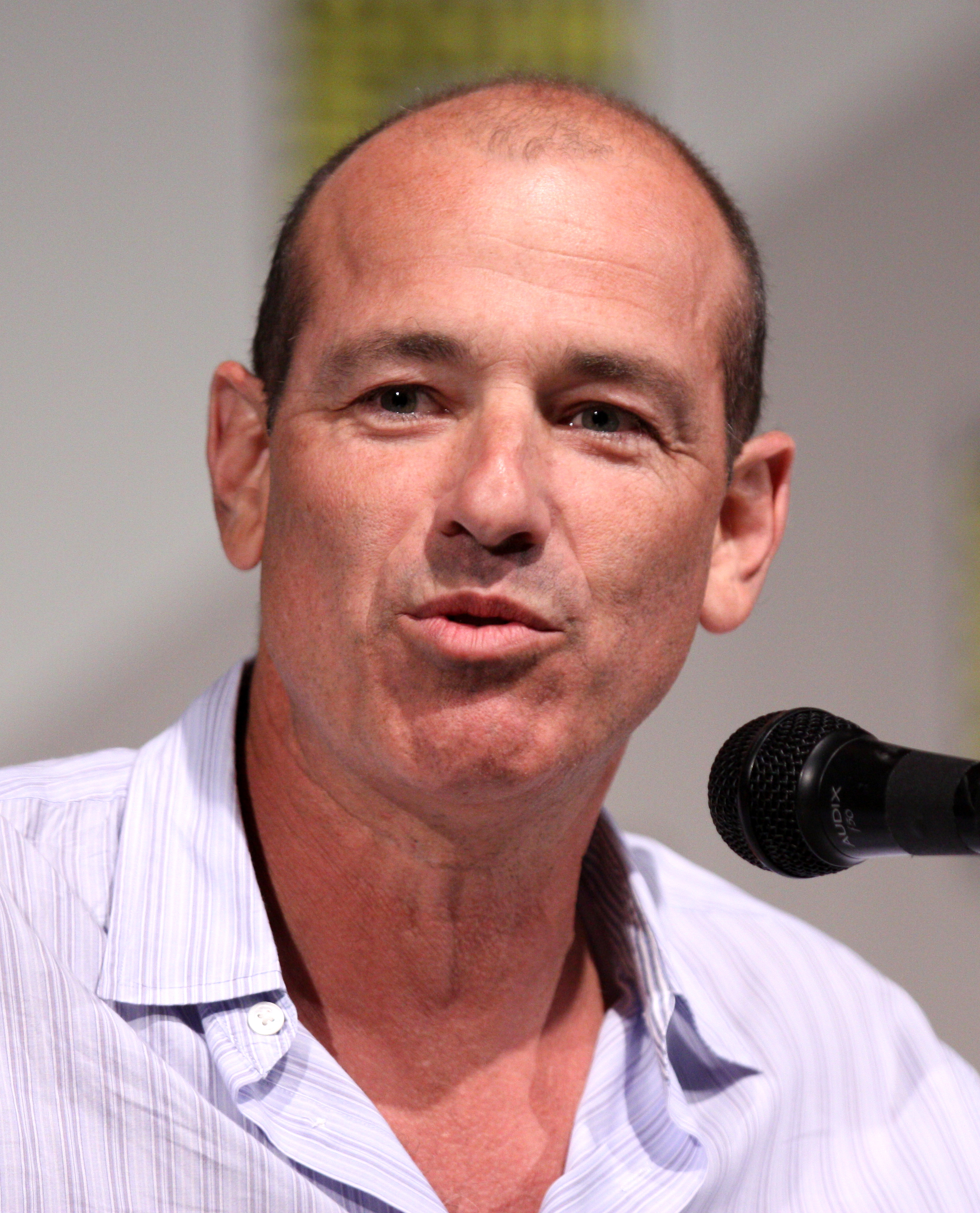
Howard Gordon se inspiró para escribir «Unrequited» después de ver un episodio de 60 Minutes sobre agentes secretos estadounidenses que quedaron atrás durante la guerra de Vietnam.

Durante la cuarta temporada del programa, el coguionista del episodio Howard Gordon estaba programado para escribir solo un episodio, la decimonovena entrada «Synchrony». Sin embargo, después de escuchar rumores sobre agentes de la CIA estadounidenses que quedaron atrás durante la guerra de Vietnam, comenzó a desarrollar lo que se convertiría en la historia de «Unrequited». El día antes de las vacaciones de Navidad de 1996 del programa, Howard se acercó al creador de la serie Chris Carter y al coproductor ejecutivo Frank Spotnitz y les habló sobre la idea de su nuevo episodio. El proyecto recibió luz verde, pero Howard luchó para revelar la historia, lo que requirió que Carter lo ayudara en gran medida (de ahí sus créditos de escritura compartidos).
Gordon había estado interesado durante mucho tiempo en escribir un antagonista que pudiera volverse invisible, pero luchó por encontrar un mecanismo científico para explicar este punto de la trama. Eventualmente, Gordon discutió la lucha con su hermano oftalmólogo, quien habló sobre los puntos ciegos en el ojo humano. Gordon señaló: «Estas historias provienen de investigaciones científicas... Así que dije, ¿y si alguien pudiera crear un campo de visión donde en realidad no existe?» Gordon decidió convertir al antagonista en un veterano de la guerra de Vietnam porque «se están haciendo viejos y, como el superviviente del Holocausto [en] “Kaddish”, empiezan a morir». Esta historia también le dio a Gordon la oportunidad de darle al veterano de Vietnam Walter Skinner un papel más importante, una oportunidad que Gordon disfrutó.
El episodio presentó una réplica del Monumento a los Veteranos de Vietnam, del cual solo una parte era real (el resto se completó con CGI). Debido a restricciones legales, la réplica presentaba nombres falsos, elegidos por la hermana de la asistente de arte Kristina Lyne; la pared también incluía los nombres del elenco y el equipo de The X-Files, así como el destacado escritor Harlan Ellison y la modelo Jessica Hahn. Para las escenas diurnas, la réplica y la tribuna que la acompaña se erigieron en Jericho Park de Vancouver debido a las características «expansivas, cuidadas y planas» del lugar, mientras que las escenas nocturnas se filmaron en un gran almacén en Ballantyne Pier. Este movimiento requirió que el equipo de producción desmantelara y transportara la tribuna desde Jericho Park hasta el almacén. La multitud utilizada para filmar la escena de reinauguración del memorial estuvo compuesta por 500 extras, que se multiplicaron en postproducción con tecnología CGI. Cincuenta de estas personas habían ganado la oportunidad de aparecer en el programa en concursos de radio locales.
Stanley Park se duplicó como Freedom Plaza. Debido a que el parque es público y está operado por la Junta de Parques de Vancouver, la policía de la ciudad no puede negar el acceso a nadie. Esto causó un problema cuando los miembros de los paparazzi intentaron fotografiar a Anderson. En consecuencia, muchos de los miembros del equipo y del personal de producción disponibles formaron un «bloqueo humano», bloqueando así a los fotógrafos y protegiendo a su coprotagonista.

## Recepción
«Unrequited» se estrenó en la cadena Fox el 23 de febrero de 1997. Este episodio obtuvo una calificación Nielsen de 10,9, con una participación de 16, lo que significa que aproximadamente el 10,9 por ciento de todos los hogares equipados con televisión y el 16 por ciento de los hogares que miran televisión, sintonizaron el episodio. «Unrequited» fue visto por 16,56 millones de espectadores en la primera emisión.
Emily VanDerWerff de The A.V. Club le dio al episodio una «B−». Ella escribió que «Unrequited» «no es un episodio muy bueno» de la serie, pero que es «un episodio potente de todos modos» debido a sus «grandes ideas» que desafortunadamente nunca se amplían. VanDerWerff sintió que el mayor problema del episodio fue que comenzó in medias res y reveló la conclusión del episodio, escribiendo «es un punto de partida bastante bueno para un episodio. En cambio, es en realidad el punto final». A pesar de la negatividad hacia la trama, escribió que la entrada era «un buen episodio para Skinner». en el sentido de que le da una misión y alude a su pasado sin ser torpe. Además, VanDerWerff también aplaudió la forma en que el programa usó la guerra de Vietnam de una manera que se sintió «fresca». La crítica independiente Sarah Stegall otorgó al episodio un dos de cinco y lo ridiculizó como una «historia pseudopolítica». Ella fue negativa hacia la «falta de inversión emocional», que sintió que fue lo que dañó el episodio; llamó a Teager un cifrado que fue retratado como un «veterinario nervioso» en lugar de un «héroe trágico».
Robert Shearman and Lars Pearson, en su libro Wanting to Believe: A Critical Guide to The X-Files, Millennium & The Lone Gunmen, calificaron el episodio con dos estrellas de cinco. Criticaron duramente el episodio por tener lugar antes de los eventos de «Memento Mori», eludiendo la necesidad de lidiar con el cáncer de Scully. Además, los dos criticaron el episodio por ser «cosa delgada» y muy acolchado; Shearman y Pearson señalan que el adelanto largo se repite en el episodio «sin ningún efecto dramático nuevo» y que la aparición de Covarrubias no ofrece información nueva. Paula Vitaris, escribiendo para Cinefantastique, calificó a «Unrequited» con una estrella de cuatro, y escribió que «se derrumba bajo el peso de su mensaje» y que «no logra dar vida a ninguno de sus personajes invitados». Furthermore, Además, criticó la reutilización del teaser, señalando que «simplemente sale como un dispositivo de escritor».